# Tandi Wright
Tandi Wright (Lusaka, 4 maggio 1970) è un'attrice neozelandese. Nota per i ruoli interpretati in produzioni televisive neozelandesi come Shortland Street e Seven Periods with Mr Gormsby, nel corso della sua carriera è apparsa anche in opere internazionali tra cui Pearl, Black Sheep e Il cacciatore di giganti.

## Biografia
Nata in Zambia da genitori neozelandesi, si trasferisce in Nuova Zelanda nel corso dell'infanzia per poi completare qui la sua formazione scolastica. Inizia a recitare nel 1984 apparendo nel film televisivo Iris, tuttavia è solo nel 1995 che ottiene il suo primo ruolo di rilievo nella longeva soap opera neozelandese Shortland Street, in cui interpreta il ruolo dell'infermiera Caroline Buxton fino al 1999. Negli anni successivi continua a lavorare prevalentemente in serie televisive, apparendo anche in note produzioni internazionali come Xena - Principessa guerriera, tuttavia appare anche in lungometraggi come This Is Not a Love Story. Nel 2001 entra a far parte del cast fisso della soap opera Clash Palace e della serie TV Being Eve.
Negli anni successivi prende parte a varie opere televisive e cinematografiche internazionali come Power Rangers S.P.D. e Black Sheep, oltre a recitare da co-protagonista in serie TV neozelandesi come Seven Periods with Mr Gormsby e The Lost Children. Nel 2010 ottiene un ruolo di primaria importanza in Legend of the Seeker, a cui fa seguito dal 2011 un ruolo da co-protagonista in Nothing Trivial. Successivamente appare nel cast fisso di serie TV come The Returned e 800 Words, oltre a recitare nei film Il cacciatore di giganti e Love and Monsters. Nel 2022 viene diretta da Ti West in Pearl.

## Filmografia

### Cinema
- Absent Without Leave, regia di John Laing (1992)
- This Is Not a Love Story, regia di Keith Hill (2002)
- Sylvia, regia di Christine Jeffs (2003)
- Black Sheep - Pecore assassine, regia di Jonathan King (2006)
- Out of the Blue, regia di Robert Sarkies (2006)
- Kiwi Flyer, regia di Tony Simpson (2012)
- Il cacciatore di giganti, regia di Bryan Singer (2013)
- The Rehearsal, regia di Alison Maclean (2016)
- Daffodils, regia di David Stubbs (2019)
- Love and Monsters, regia di Michael Matthews (2020)
- Pearl, regia di Ti West (2022)

### Televisione
- Iris – Film TV, regia Tony Issac (1984)
- Shortland Street – Soap opera, 76 episodi (1995-1999)
- Street Legal – Serie TV, 1 episodio (2000)
- Xena - Principessa guerriera – Serie TV, 1 episodio (2000)
- Mercy Peak – Serie TV, 1 episodio (2001)
- Willy Nilly – Serie TV, 1 episodio (2001)
- Crash Place – Soap opera, 61 episodi (2001-2002)
- Being Eve – Serie TV, 21 episodi (2001-2002)
- Raising Wayon – Speciale TV, regia di Sam Pillsbury (2004)
- Not Only but Always – Film TV, regia di Terry Johnson (2004)
- Serial Killers – Serie TV, 7 episodi (2004)
- Power Rangers S.P.D. – Serie TV, 7 episodi (2005)
- Maddigan's Quest – Serie TV, 1 episodio (2006)
- Seven Periods with Mr. Gormbsy – Serie TV, 21 episodi (2005-2006)
- The Lost Children – Serie TV, 12 episodi (2006)
- Doves of War – Serie TV, 6 episodi (2006)
- Pieces of My Heart – Film TV, regia di Fiona Samuel (2009)
- La spada della verità – Serie TV, 3 episodi (2009-2010)
- Outrageous Fortune – Serie TV, 1 episodio (2010)
- This Is Not My Life – Serie TV, 11 episodi (2010)
- Bliss – Film TV, regia di Fiona Samuel (2011)
- Nothing Trivial – Serie TV, 31 episodi (2011-2014)
- The Returned – Serie TV, 10 episodi (2015)
- 800 Words – Serie TV, 6 episodi (2015-2018)
- Hyde & Seek – Miniserie TV, 2 episodi (2016)
- I misteri di Brokenwood – Serie TV, 1 episodio (2018)
- The Sounds – Miniserie TV, 7 episodi (2020)
- The Wilds – Serie TV, 3 episodi (2020)
- Creamerie – Serie TV, 6 episodi (2021)
- Alibi – Serie TV, 7 episodi (2021)